# 星海公园 (大连)
星海公园，位于中华人民共和国辽宁省大连市沙河口区的一个公园，占地约19万平方米。星海公园位于星海广场西侧，东邻星海湾游艇码头，西邻大连自然博物馆，北以中山路为界，南临星海湾。

## 历史
1909年5月，时任南满洲铁道株式会社副总裁国泽新兵卫设立“星浦游园”（星ヶ浦遊園）和星浦大和旅馆以吸引西方游客。截至1930年代，星浦游园从82万平方米逐步扩建为478万平方米。根据1932年10月满洲建筑协会发布的《星浦游园特辑》，公园包含大众地带（东门）、大和旅馆及别墅漫步地带（正门）、后藤新平铜像地带（西门，铜像于1930年落成，今已拆除）、水浴场地带和高尔夫球场。其建设被认为体现了后藤新平“文装武备”式的殖民地侵略政策。1932年，郑孝胥、陈宝琛等人曾在这里住宿。1935年《大连行进曲》中曾提到“大连富士山脚下，春意盎然星之浦。开车兜风赏櫻花，落英缤纷散满车。”
日本战败后，星浦游园改名为“星海公园”，其大部分区域也随城市建设而变成高级住宅区、医院、研究所和军事管理区。
1986年星海公园曾遭遇环境污染。由于游客增多，以及养殖海带导致的富营养化，大量海带的根茎叶随海浪涌上海滩，星海公园的环境受到影响。
1995年，大连市耗资230万人民币对星海公园进行了一期工程改造，绿化工程新建草坪4万平方米，改良土壤8500立方米，还种植了75株雪松、樱花、龙柏和黄杨等观赏树木，2000株小叶黄杨。此外，还建造了叠水广场和3200平方米的鱼池。
1996年，大连市继续对星海公园进行二期工程改造，总投资1400万元，拆除园内航海运动学校等建筑，北延海堤20米，使沙滩面积增加到1.2万平方米，公园总面积从16万平方米增至19万平方米。新建停车场、游乐场、海马广场和休闲平台等。
2007年8月距离北京奥运会开幕一周年之际，曾在此举办“2008为奥运加油”纪念活动，大连市的几百名大学生和市民一起点亮奥运五环形状的蜡烛。
2008年，大连市城市规划局出台了《星海公园改造控制性详细规划》，目标是继续扩大公园面积，改善公园环境。

## 现状
2005年起门票免费。星海公园由陆上园林（面积15万平方米）和海水浴场组成。其中园林内包括棋乐亭、望海亭、海岩亭、迎潮亭、瑾花亭、探源幽洞、涌泉溪流等景观。海岸线全长约800米，海滩总面积约4.1万平方米，其中沙滩面积2.2万平方米。浴场东西两端各有一座半岛。沙滩为砂砾和卵石混合。

## 交通
可乘坐大连公交22、23、28、406、531、801或901路公交汽车、202路有轨电车，在星海公园或星海浴场站下车。或乘坐大连地铁1号线，大医二院站下车后从B口出站。

## 图集

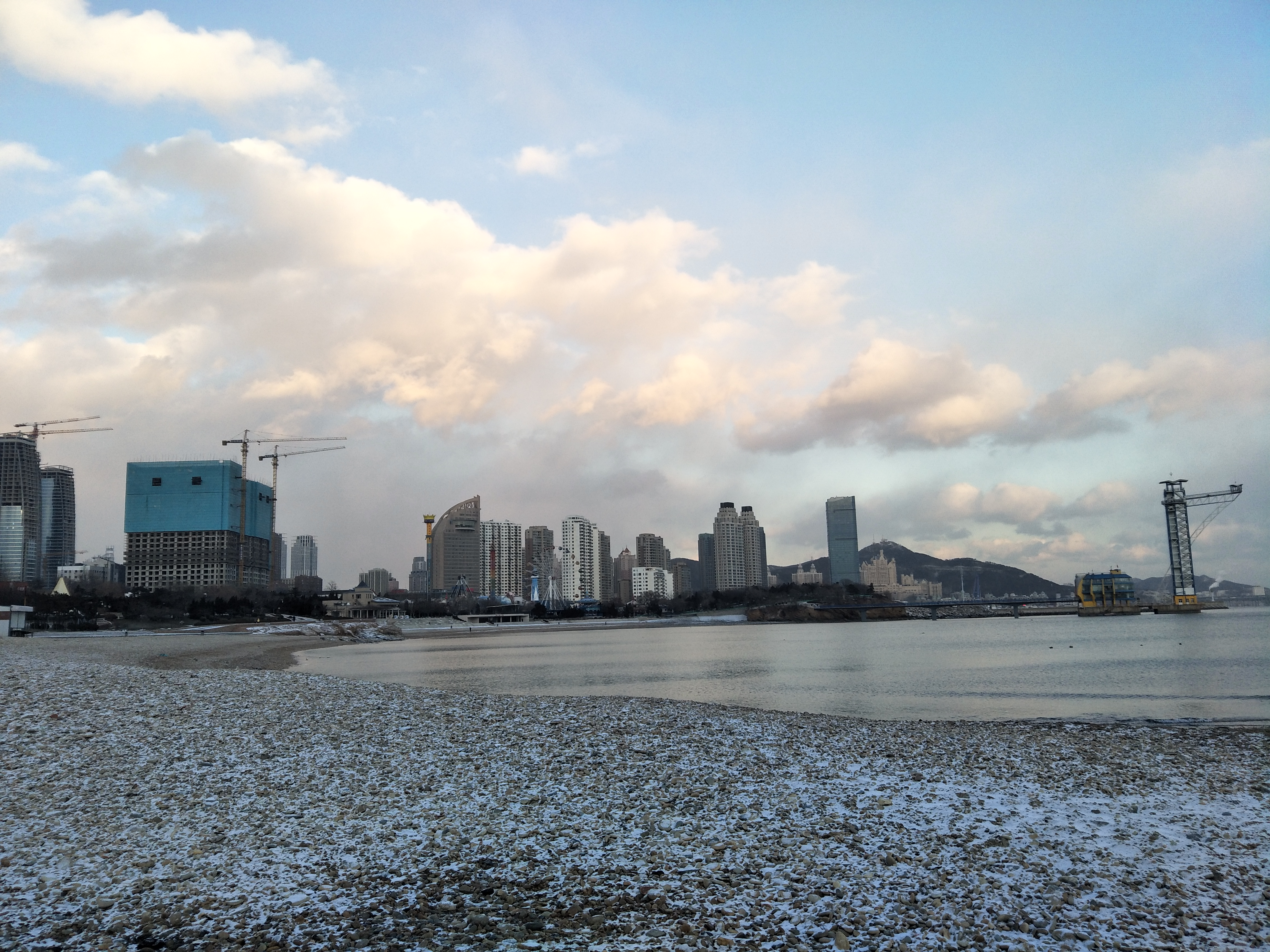
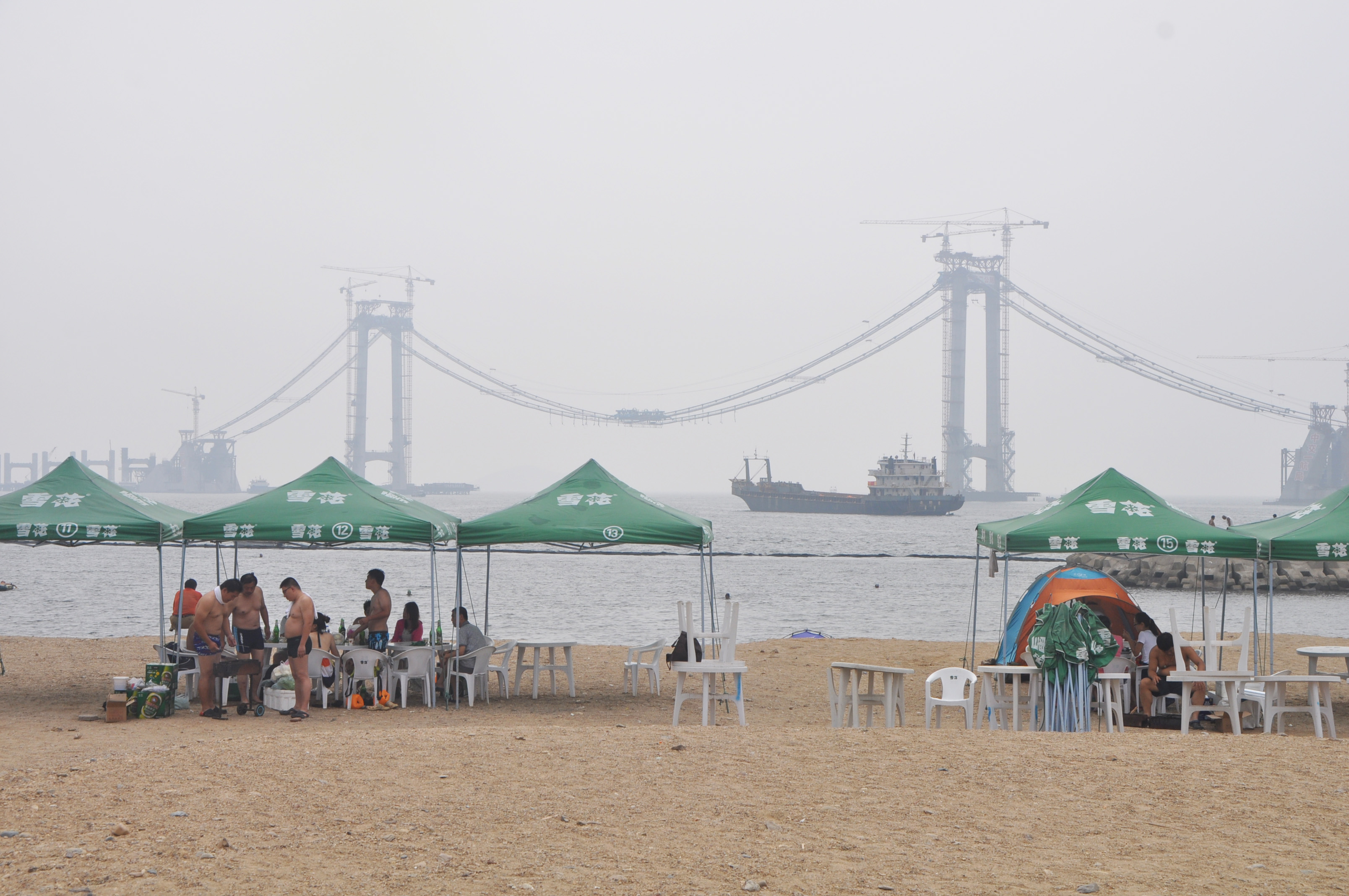